# Germans Boulting
John Edward Boulting (21 de desembre de 1913 – 17 de juny de 1985) i Roy Alfred Clarence Boulting (21 de desembre de 1913 – 5 de novembre de 2001), coneguts col·lectivament com els germans Boulting, foren dos directors de cinema i bessons idèntics anglesos famosos per llur popular sèrie de comèdies satíriques dels anys cinquanta i seixanta. Van produir moltes de les seves pel·lícules a través de la seva pròpia companyia de producció Charter Film Productions, que van crear el 1937.

## Primers anys
Els bessons eren fills d'Arthur Boulting i la seva esposa Rosetta (Rose) née Bennett i van néixer a Bray, Berkshire (Anglaterra) el 21 de desembre de 1913. John va néixer mitja hora abans. John fou batejat Joseph Edward John Boulting i Roy fou batejat Alfred Fitzroy Clarence Boulting. El seu germà gran Sydney Boulting fou actor i productor teatral amb el nom de Peter Cotes; va ser el director original de The Mousetrap. Un germà petit, Guy, va morir als vuit anys.
Van estudiar a Reading School, on van formar una societat cinematogràfica. Van treballar com a extres a la pel·lícula d'Anthony Asquith de 1931 Tell England quan encara eren a l'escola.
Durant la Guerra Civil Espanyola, John served va servir a les Brigades Internacionals com a conductor d'ambulància, on —segons Richard Attenborough—fou fet presoner aviat.

## Trajectòria

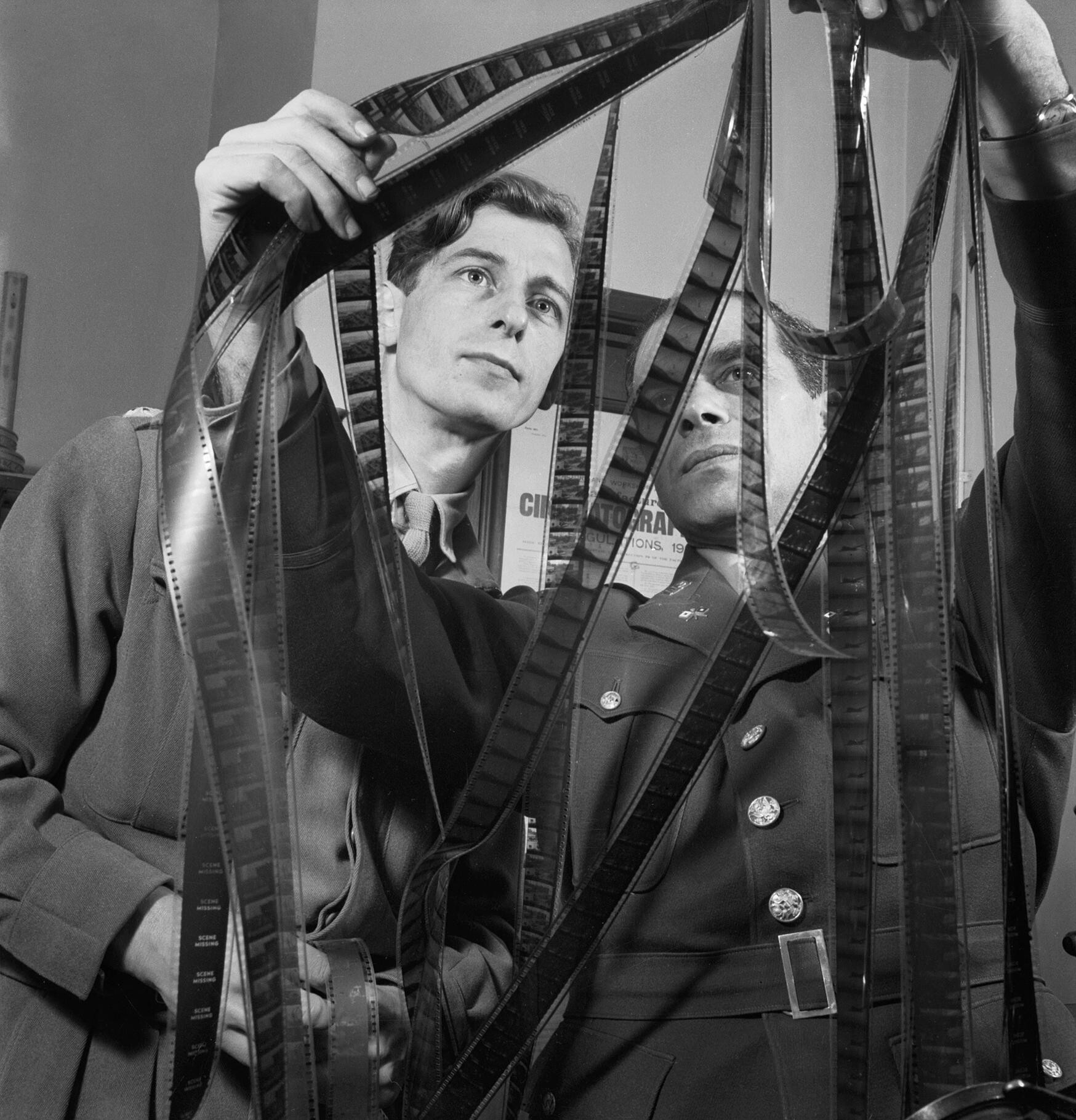
Frank Capra (dreta) confereix amb Roy Boulting a l'edició de la pel·lícula Tunisian Victory

Els germans constitueixen un d'aquests equips de productor-director responsables del més notable del cinema britànic. En la majoria de les seves carreres, un va produir mentre que l'altre dirigia, però el producte es va mantenir essencialment com un “film Boulting Brothers”. Eren socialistes, John es va allistar a les Brigades Internacionals, i volien que totes les pel·lícules, incloses les comèdies, reflectissin el món real.
El 1937 van crear Charter Film Productions i van realitzar diversos curtmetratges, entre ells, The Landlady (1937) i Consider Your Verdict (1938), que van atraure l'atenció crítica i comercial
Amb la voluntat de parlar contra el Tercer Reich, els germans van fer la seva gran pel·lícula Pastor Hall (1940), un biopic de Martin Niemöller, un predicador alemany que refusa el bel·licisme nazi. Roy va dirigir i John va produir. El govern britànic va retardar l'estrena de la pel·lícula, puix que encara no estava llest per ser críticament obertament amb el nazisme. Una vegada estrenada, fou ben rebuda per la crítica i el públic. Després continuaren amb Thunder Rock (1942) amb Michael Redgrave, una apassionada al·legoria anti-aïllamentista distingida per la cinematografia imaginativa i un escenari teatral però altament atmosfèric. Va ser finançat per MGM.
El 1941 Roy es va incorporar a la Unitat de Cinema de l'Exèrcit, on va ser el responsable de l'enorme influent Desert Victory - que va guanyar el premi de l'Acadèmia al millor documental el 1944. També va treballar a Tunisian Victory (1944) i Burma Victory (1945).
John es va unir a la Unitat Cinematogràfica de la RAF, on va fer Journey Together el 1945, un documental dramatitzat sobre l'entrenament i l'experiència de combat d'una tripulació de bombarders amb Richard Attenborough en el paper principal. Terence Rattigan va escriure el guió.
Després de la guerra, els Boultings van fer el drama Fame Is the Spur (1947) amb Redgrave. Més popular va ser Brighton Rock (1947), protagonitzada per Attenborough com el gàngster "Pinkie" de la novel·la de Graham Greene, i que va esdevenir un clàssic.
També va agradar molt la comèdia The Guinea Pig (1948), protagonitzada per Richard Attenborough com un jove de classe obrera enviat a una escola pública. Es va fer per a Pilgrim Pictures que els Boulting van deixar poc després.
Els Boulting co-dirigiren el thriller Seven Days to Noon (1950), que va guanyar un Oscar al millor guió. Va donar lloc a una seqüela menys popular, High Treason (1951). John va dirigir The Magic Box (1951), un biopic de William Friese-Greene notable pel nombre de cameos del seu repartiment. Va ser una decepció a taquilla.
Roy va rebre una oferta per dirigir una pel·lícula naval de la Segona Guerra Mundial, Sailor of the King (1953), protagonitzada per Jeffrey Hunter per a 20th Century Fox. Seagulls Over Sorrento (1954) va ser una altra història naval de guerra finançada per un estudi de Hollywood (en aquest cas MGM) amb una estrella importada (Gene Kelly); no va ser un gran èxit.
Els germans van col·laborar en una comèdia, Josephine and Men (1955) en la que Roy fou contractat per United Artists per fer un film d'acció amb estrelles de Hollywood, Run for the Sun (1956).
A mitjans dels anys 50 els Boulting es van identificar ràpidament amb "afectuoses" sàtires de diverses institucions britàniques. Van començar amb Private's Progress (1956), una mirada a la vida de l'exèrcit, protagonitzada per Attenborough, Terry-Thomas i Ian Carmichael i una co escrita per Frank Harvey. Va ser la segona pel·lícula més popular a Gran Bretanya el 1956.
Van continuar amb Lucky Jim (1957), una mirada a la novel·la de Kingsley Amis. Protagonitzada per Carmichael i Terry-Thomas. Brothers in Law (1957) amb Carmichael, Attenborough i Thomas, va examinar la professió judicial.
Van deixar les institucions satiritzants amb Happy Is the Bride (1958), una adaptació de Quiet Wedding, després retornaren amb Carlton-Browne of the F.O. (1959), una mirava a la diplomàcia.
Els Boulting van atacar als sindicats cada cop més poderosos i el poder de la sala de juntes sempre corruptes amb I'm All Right Jack (1959), una seqüela de Private's Progress amb Carmichael, Thomas i Attenborough de protagonistes i Harvey de coguionista. La pel·lícula també va tenir una destacada actuació Peter Sellers com a capatàs sindical Fred Kite. Va ser la pel·lícula més popular a la taquilla britànica el 1959.
Suspect (1960) fou un retorn al gènere thriller i A French Mistress (1960) una farsa còmica. Heavens Above! (1963) va ser una mirada sobre la religió a Gran Bretanya, protagonitzada per Sellers i Carmichael. Va ser un èxit menor.
Rotten to the Core (1965) va ser una comèdia clàssica que va intentar fer una estrella d'Anton Rodgers en un paper de tipus Peter Sellers, interpretant múltiples personatges. Va comptar amb una jove Charlotte Rampling.
The Boultings van dirigir i produir la comèdia The Family Way (1966), protagonitzada per John Mills i la seva filla adolescent Hayley. Roy Boulting i Hayley Mills van començar una relació durant el rodatge malgrat la diferència d'edat de 33 anys; es van casar el 1971.
Roy va escriure i dirigir Twisted Nerve (1968), un thriller protagonitzat per Mills i Hywel Bennett. Els germans van tenir un èxit de masses amb There's a Girl in My Soup (1970) protagonitzada per Sellers i Goldie Hawn.
Roy fou cridat per substituir el director a Mr. Forbush and the Penguins (1971), i va introduir Mills per protagonitzar-lo. La pel·lícula no va tenir èxit. Tampoc la comèdia Soft Beds, Hard Battles (1974) feta pels germans i protagonitzada per Peter Sellers. Roy Boulting va perdre una quantitat considerable de diners amb la pel·lícula.
El 1975 Roy va treballar en una obra de teatre, The Family Games. Va treballar en el guió de The Kingfisher Caper (1975), protagonitzada per Mills.
Als Estats Units, Roy va dirigir The Last Word (1979), uan comèdia protagonitzada per Richard Harris que fou poc vista.
Quan John va morir de càncer el 1985, Roy va deixar de fer pel·lícules. El seu darrer crèdit va ser dirigir un episodi de la sèrie de televisió Miss Marple, The Moving Finger (1985). Estava treballant en una adaptació de l'obra de Terence Rattigan Deja Vu quan va morir.
Quan el National Film Theatre va muntar la seva més gran retrospectiva fins al moment del cinema britànic a finals dels anys 1980, fou escollida la pel·lícula de Roy Desert Victory. Les pel·lícules dels germans Boulting són considerades pels historiadors del cinema com "un baròmetre sensible dels temps que canviaven".

## Vides personals
John Boulting es va casar quatre vegades i va tenir tres fills i tres filles.
John i la seva esposa sud-africana Anne van tenir dues filles: una d'elles és Lucy Boulting Hill, una coneguda directora de càsting. El seu net Jordan Stephens (fill d'Emma Boulting) és un dels dos membres del grup de hip hop britanic Rizzle Kicks.
oy Boulting es va casar cinc vegades i va tenir set fills. El 1951 es va casar amb Enid Munnik (née Groenewald/Grunewald), posteriorment coneguda com a Enid Boulting (seria esposa del 9è comte de Hardwicke), una model d'alta costura i editora de moda a la revista francesa Elle. Ingrid Boulting és filla d'Enid d'un matrimoni anterior. Junts, van tenir tres fills: el més gran, Fitzroy (n. 1951) i els bessons idèntics anomenats Edmund i Rupert (n. 1952).
El 1971 Roy es va casar amb Hayley Mills, 33 anys més jove, a qui va conèixer en el rodatge de The Family Way. Van tenir un fill, el músic i director de cinema Crispian Mills. La parella es va separar el 1975, i es va divorciar el 1977.

## Morts
John Boulting va morir el 17 de junt de 1985 a la seva llar a Sunningdale, Berkshire, i Roy Boulting 16 anyis més tard el 5 de novembre de 2001 a Radcliffe Infirmary, Oxford; ambdós van morir de càncer.

## En cultura popular
Una foto de The Family Way fou usada al single de The Smiths "I Started Something I Couldn't Finish".

## Filmografia

### Pel·lícules dirigides plegats
- Seven Days to Noon (1950)

### Pel·lícules dirigides per John
- Journey Together (1945)
- Brighton Rock (1947)
- The Magic Box (1951)
- Private's Progress (1956)
- Lucky Jim (1957)
- I'm All Right Jack (1959)
- Heavens Above! (1963)
- Rotten to the Core (1965)
- The Number / The Last Word (1979)

### Pel·lícules dirigides per Roy
- Trunk Crime (1939)
- Inquest (1940)
- Thunder Rock (1942)
- Tunisian Victory (1944, documental codirigit amb Frank Capra)
- Fame is the Spur (1947)
- The Guinea Pig / The Outsider (1948)
- High Treason (1951)
- Single-Handed / Sailor of the King (1953)
- Seagulls Over Sorrento / Crest of the Wave (1954)
- Josephine and Men (1955)
- Run for the Sun (1956)
- Brothers in Law (1957)
- Happy Is the Bride (1958)
- Carlton-Browne of the FO (1959)
- Suspect / The Risk (1960)
- A French Mistress (1960)
- The Family Way (1966)
- Twisted Nerve (1968)
- There's a Girl in My Soup (1970)
- Mr. Forbush and the Penguins / Cry of the Penguins (1971)
- Soft Beds, Hard Battles (1973)